# Backblaze
Backblaze est un fournisseur de stockage de données. Il propose deux produits:
- B2 Cloud Storage - Un service de stockage d'objets similaire à S3 d'Amazon[2].
- Sauvegarde d'ordinateur - Un outil de sauvegarde en ligne qui permet aux utilisateurs Windows et macOS de sauvegarder leurs données dans des centres de données hors site. Le service est conçu pour les utilisateurs finaux. Il fournit un espace de stockage illimité [3] et prend en charge une taille de fichier illimitée[4].

## Vue d'ensemble
Fondé en 2007, Backblaze a généré un capital total de 5,3 M $ et est rentable.
Le premier produit de Backblaze est son offre de sauvegarde d’ordinateur. Il permet à l'utilisateur de sauvegarder les données en continu, manuellement, lorsque l'ordinateur est inactif ou selon un calendrier horaire. Le service utilise le chiffrement AES pour la sécurité et utilise la compression des données et l'optimisation de la bande passante pour réduire les temps de chargement et de téléchargement. Les fichiers à restaurer peuvent être livrés sous forme de téléchargement numérique, sur un disque dur externe USB jusqu'à 4. TB ou une clé USB jusqu'à 128 GB.
En septembre 2015, Backblaze a lancé un nouveau produit, B2 Cloud Storage. Comme infrastructure en tant que service (IaaS), il est destiné à l'intégration logicielle (bien qu'une interface Web et des API soient également disponibles). Il concurrence directement les services similaires Amazon S3, Microsoft Azure et Google Cloud. En avril 2018, Backblaze a annoncé des partenariats de cloud computing  permettant de connecter directement les centres de données de Backblaze à ses partenaires, offrant ainsi un cloud computing hautes performances pour les données stockées dans B2 Cloud Storage, sans frais de transfert.

## Technologie

### Réplication de données
Les données téléchargées sur le centre de données de Backblaze sont divisées en 17 fragments de données, plus trois fragments de parité pour chaque fichier. Les bits de parité sont calculés par l'algorithme de correction d'erreur Reed – Solomon. Les fragments sont stockés dans 20 modules de stockage, chacun dans une armoire distincte pour augmenter la résistance à une perte de puissance de toute une armoire. Backblaze indique que son architecture Vault est conçue avec une durabilité annuelle de 99,999999999% (onze 9s).

### Chiffrement
Pour la sauvegarde, Backblaze utilise une combinaison de chiffrement AES et SSL pour protéger les données des utilisateurs. Les données sont stockées dans des pods et coffres de stockage Backblaze utilisant le codage d'effacement Reed-Solomon et chiffrées avec la clé privée de l'utilisateur, qui est sécurisée avec le mot de passe et le nom d'utilisateur. Le chiffrement par défaut des clés privées est effectué côté serveur, ce qui ne protège probablement pas contre une assignation à témoigner du gouvernement ou une violation grave des données. Les utilisateurs souhaitant davantage de sécurité et de confidentialité, et souhaitant adopter une approche "Trust No One" , peuvent utiliser une clé de chiffrement privée facultative, qui n'est pas stockée sur les serveurs Backblaze .
Pour B2 Cloud Storage, les données sont stockées dans des pods et coffres de stockage Backblaze à l’aide du codage d’effacement Reed-Solomon. Le chiffrement est entièrement géré par les logiciels utilisateur et client utilisés pour gérer les données stockées, ce qui le rend insensible aux assignations à témoigner ou aux violations de données et protège les données lors du transfert et du stockage ultime dans les centres de données de Backblaze.

### Conception ouverte de pod de stockage

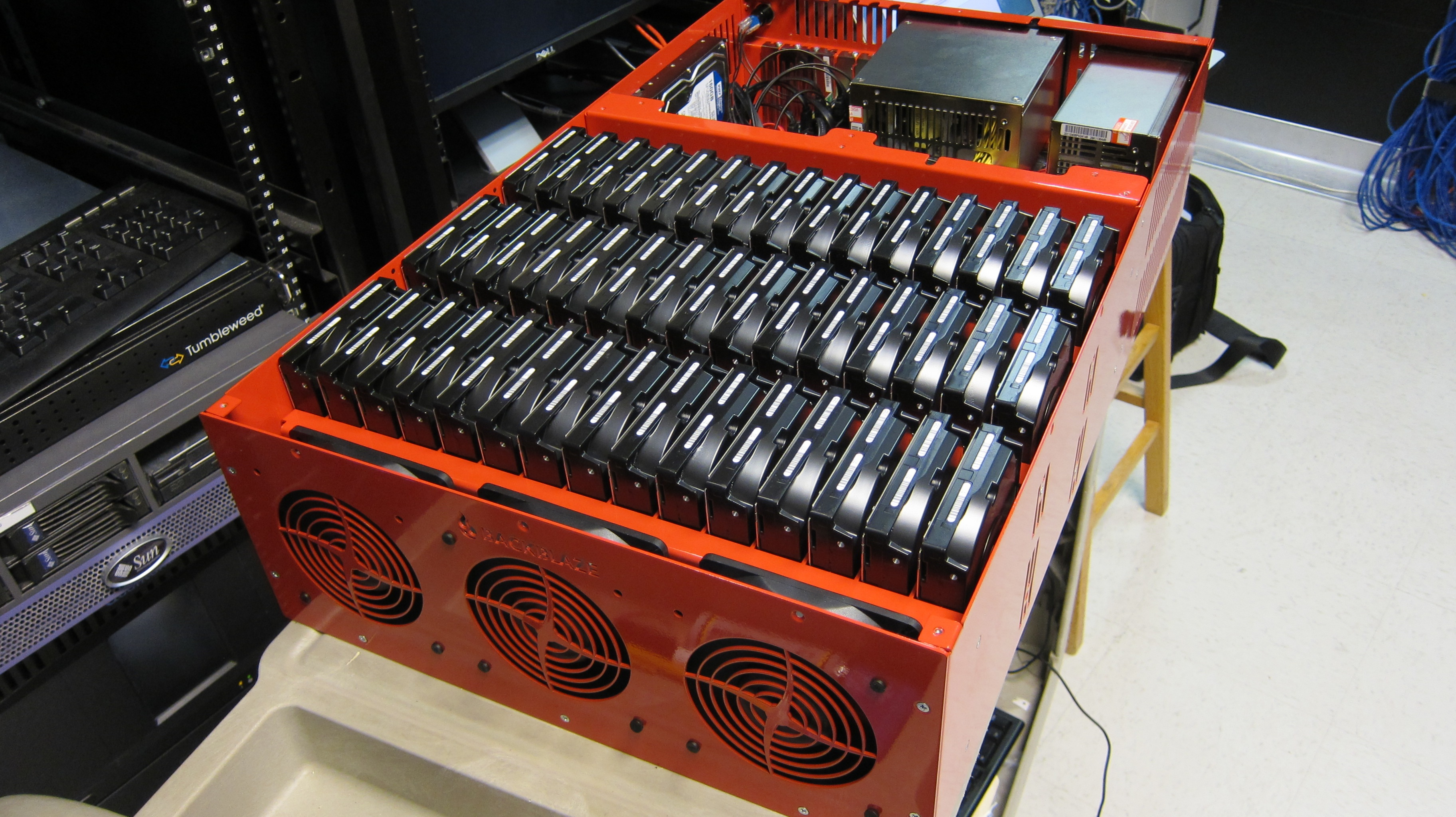
Un boîtier de serveur utilisant la conception ouverte du Storage Pod.

En 2009 et 2011, Backblaze a publié des dessins de CAO du boîtier de l'ordinateur utilisé par les serveurs de stockage dans ses centres de données. Avec des composants standards tels que les processeurs x64, les disques et les cartes mères, les serveurs de stockage haute densité peuvent être construits à un coût inférieur à celui des serveurs commerciaux.
En février 2013, la version 3.0 du module a été introduite avec une capacité de stockage accrue et d'autres mises à niveau.
En mars 2014, la version 4.0 du module a été introduite. Elle est plus rapide, plus simple et moins chère , puis une version 4.5 "modifiée" en mars 2015 
En novembre 2015, la version 5.0 du pod de stockage a été publiée, dans laquelle la carte mère, le processeur et les cartes SATA ont été mis à niveau et la mémoire a été portée à 32 Go.
En avril 2016, la version 6.0 du pod de stockage a été publiée.